# 秩父公園橋
秩父公園橋（ちちぶこうえんはし）は埼玉県秩父市の荒川に架かる埼玉県道208号秩父停車場秩父公園線の斜張橋である。

## 概要
秩父駅から秩父ミューズパークへのアクセス路となっている。斜張橋部分は支間長195 mを有し、これは建設当時のPC2径間連続斜張橋として日本最長であった。また、3径間連続斜張橋に換算すれば400 mに匹敵する。主塔も85 mに達し、2面吊りのH型RC主塔となっている。1993年度（平成5年度）土木学会田中賞作品部門およびプレストレストコンクリート技術協会賞作品部門受賞。

### 諸元
- 橋格 - 1等橋 (TL-20)
- 形式 - PC2径間連続斜張橋+PC3径間連続ラーメン箱桁橋
- 橋長 - 530.000 m
  - 斜張橋部 - 391.850 m
    - 支間割 - (2×195.500 m)

  - ラーメン橋部 - 138.150 m
  - 支間割 - (43.400 m + 50.000 m + 43.400 m)
- 幅員
  - 総幅員 - 19.000 m（斜張橋部）、18.100 m（ラーメン橋部）
  - 有効幅員 - 16.000 m
    - 車道7.000 m
    - 歩道両側4.500 m
- 主塔高 - 85.000 m
- 縦断勾配 - 4.3 %
- 横断勾配 - 車道1.5 %、歩道2.0 %
- 橋台 - 逆T字橋台
- 橋脚 - 壁式橋脚、小判型橋脚
- 基礎 - 直接基礎
- 設計 - 新構造技術
- 施工 - 鹿島建設・川田工業特定建設工事共同企業体
- 着工 - 1991年（平成3年）7月
- 開通 - 1994年（平成6年）3月

## 設計・建設
主桁の支持方式について、主橋部が対称な2径間であることから主桁活荷重の構造性と支承が不要になることから中間の主塔部において剛結したラーメン形式を採用した。また、本橋は荒川に対し斜角45度を有することから、斜角を吸収して直橋として扱うべくコーベルを設置している。
主桁は長大支間であり、ねじり剛性と耐風安定性を考慮してウィンドノーズを設けた2面吊り4室箱桁とした。主塔はH型、A型、独立2本型などから耐震性、施工性、保守性から中空断面を有するH型とした。斜材の配置は建築限界と景観性からセミファン型を採用した。